# Lioubomir Ivanov
Pour les articles homonymes, voir Ivanov.
Lioubomir Lalov Ivanov (en bulgare : Любомир Лалов Иванов, translittération internationale Ljubomir Lalov Ivanov) est un mathématicien, homme politique et essayiste bulgare né le 7 octobre 1952 à Sofia. Il dirige depuis 1990 la section de logique mathématique à l'Institut de mathématique et d'informatique de l'Académie bulgare des sciences. Il est également, depuis 1994, président de la Commission bulgare pour les toponymes antarctiques, et, dans le cadre de son activité dans le cadre d'ONG, président de la fondation atlantiste Manfred Wörner (également depuis 1994) et a été de 2001 à 2009 président du Club Atlantique de Bulgarie, la vitrine officielle de l'atlantisme en Bulgarie.

## Carrière universitaire et activité de recherche
Ljubomir Ivanov est diplômé de l'Université Saint-Clément d'Ohrid de Sofia où il a obtenu un diplôme de magistăr en mathématiques en 1977, puis son doctorat, par une thèse sur les espaces opératifs itératifs sous la direction de Dimiter Skordev. En 1987, il a obtenu le prix Nikola Obrechkov de l'Académie bulgare des sciences et de l'Université de Sofia, qui récompense chaque année des mérites particuliers dans le domaine des mathématiques et de la physique et constitue le plus important prix scientifique du pays,.
Il est l'auteur de nombreuses publications non seulement dans le domaine des mathématiques et de l'informatique, mais aussi, plus récemment, de la linguistique, ainsi que de la politique étrangère et de sécurité et de la toponymie. Sa découverte de la linguistique, combinée avec son activité de logicien, le conduisit à s'intéresser aux questions de translittération de l'alphabet cyrillique. Partisan de la domination de la langue anglaise, il proposa en 1995 (tout d'abord dans le cadre de son activité de cartographie antarctique) un système de translittération du cyrillique entendant s'inspirer de cette langue. Ses relations dans le monde politique lui permirent d'imposer ce système, qui devint en 2000 et 2006 le Système bulgare officiel de translittération des caractères cyrilliques. Il est en outre l'inspirateur de la loi bulgare sur la translittération de 2009, qui menace de poursuites pénales tous ceux qui utilisent un autre système.
Ljubomir Ivanov estime son système adapté pour remplacer l'Alphabet phonétique international dans la transcription phonétique (qu'il appelle « re-romanisation ») de l'anglais. En matière de translittération, sa démarche est exclusivement celle d'un mathématicien-logicien et refuse catégoriquement de prendre en compte les facteurs culturels et historiques propres aux langues slaves. Outre la Bulgarie, son système a été adopté par l'ONU en 2012 et, pour l'usage officiel des États-Unis et au Royaume-Uni, par BGN et PCGN en 2013.

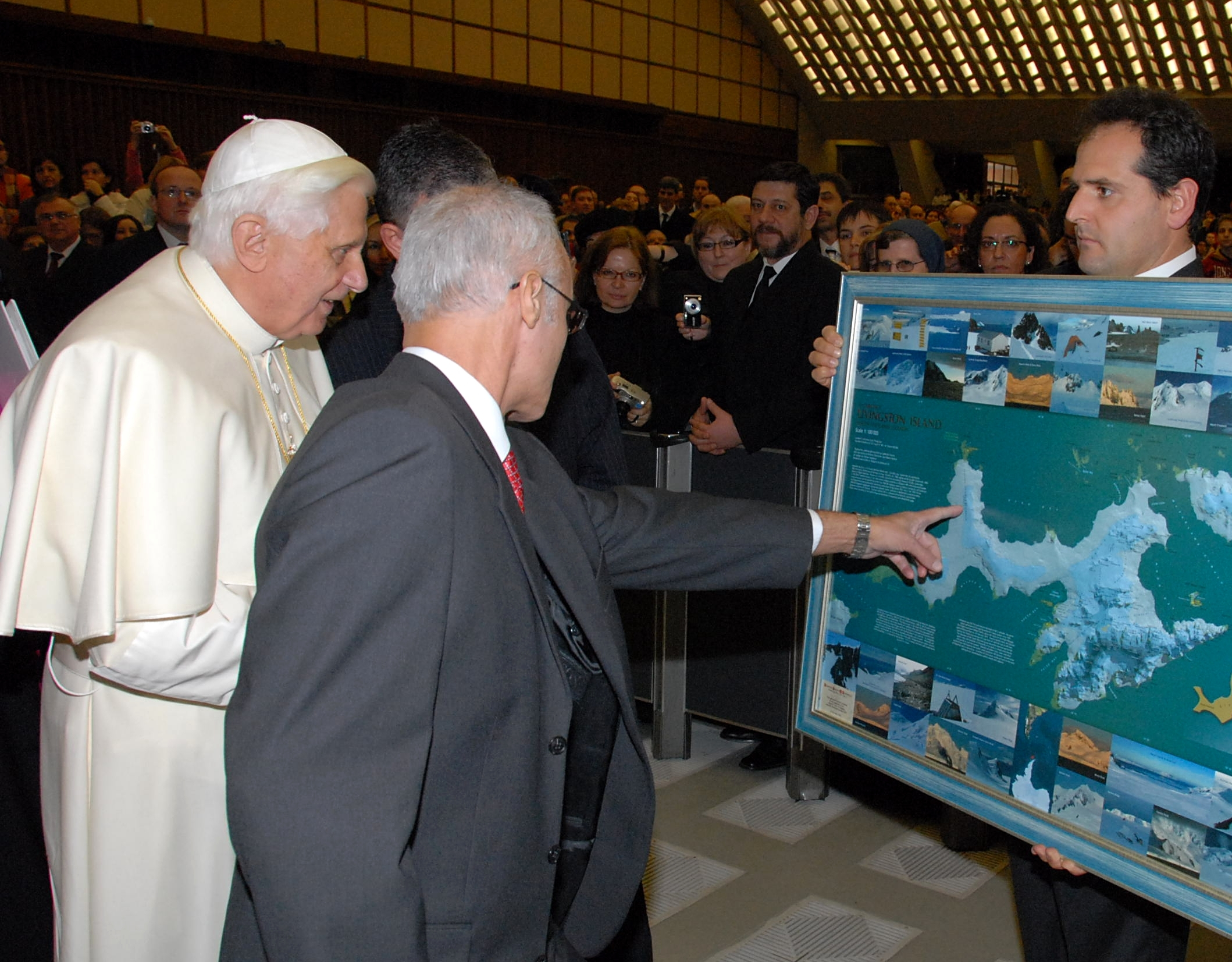
Ljubomir Ivanov (au premier plan) montre sa carte de l'île Livingston au pape Benoît XVI lors d'une visite du Club atlantique de Bulgarie au Vatican (décembre 2005).

Ljubomir Ivanov a également eu pour le compte de l'Académie bulgare des sciences une importante activité d'exploration dans l'Antarctique : il a participé aux expéditions estivales de 1994/95, 1995/96, 2002/03 ainsi qu'à l'expédition Tangra en 2004/05 sur l'île Livingston, à la suite desquelles il a réalisé des travaux typographiques et cartographiques (notamment l'élaboration de la carte de îles Livingston, Greenwich, Robert, Snow et Smith). Cette dernière expédition a été notée comme un événement de la ligne temporelle de l'exploration antarctique.

## Carrière politique et associative
Dans la période 1986-1988 Ljubomir Ivanov a organisé une campagne dissidente réussie contre la candidature de Sofia pour l'hébergement dans la ville et  le mont Vitocha les Jeux olympiques d'hiver de 1992 et 1994,,,,,,,.
Il a été militant de l'Association indépendante Ekoglasnost en 1989, pour le compte de laquelle il a rédigé la Charte 89 pour la protection du patrimoine naturel bulgare. Il a également été cofondateur de l'association Fonds pour la nature ainsi que du Parti vert en décembre 1989. Il participa à la Table ronde nationale de 1990 et fut membre du conseil national de coordination de l'Union des forces démocratiques (1990-1991). Il a été député vert dans la 7e Grande Assemblée Nationale (10 juillet 1990-2 octobre 1991). Pendant sa mandature, il est le rapporteur de la motion du 22 décembre 1990, demandant que la Bulgarie fasse acte de candidature auprès des Communautés européennes. En outre, bien que siégeant pour les Verts à l'Assemblée, il est à l'origine d'une motion demandant la participation de la Bulgarie à la Deuxième Guerre du Golfe. Il a également exercé les fonctions de secrétaire parlementaire auprès du Ministère des Affaires étrangères en 1991.
Après la fin de son mandat de député, il se consacre au lobbyisme politique dans le cadre de fondations atlantistes : le Club atlantique de Bulgarie (Atlantičeski klub v Bǎlgarija), fondé en 1991 par son collègue mathématicien et mentor Solomon Pasi, dont il sera le président de 2001 à 2009, pour devenir président du conseil d'administration après le retour de Solomon Pasi à la tête du club. Il est également actif dans le cadre du Conseil Streit pour une union des démocraties, pour lequel il rédige des textes stratégiques. Il crée en 1994 la Fondation de droit bulgare Manfred Wörner, qui se consacre également à la promotion des idées atlantistes. Il en est le président depuis sa fondation. La fondation Manfred Wörner soutient en 2004/2005 l'expédition Tangra en Antarctique. Dans ce cadre, Ljubomir Ivanov fait baptiser du nom de Manfred Wörner différents endroits à Sofia, ainsi qu'un objet géographique sur l'île Livingston.

## Conceptions politiques
Ljubomir Ivanov milite pour l'élargissement de l'OTAN, y compris à l'Ukraine et à la Russie. Ainsi, en 2006, dans Freedom and Union, Journal of the Streit Council for a Union of Democracies il affirme que l'adhésion de ces deux pays à l'OTAN est imminente. Ljubomir Ivanov est un partisan inconditionnel de la politique de l'OTAN et des États-Unis, y compris dans leurs aspects les plus controversés tels la guerre d'Irak déclenchée par le gouvernement de George W. Bush ou le bouclier antimissile projeté par le même gouvernement en Europe centrale et orientale. Il milite en faveur d'une forte augmentation des dépenses militaires de son pays et contre une défense européenne, qu'il estime inapte à remplacer une présence militaire américaine dans les zones de crise, y compris dans les Balkans. Bien qu'il ait été l'un des pionniers de l'idée européenne en Bulgarie, il se laisse parfois aller, sur le ton de la prophétie, à des propos anti-européens. Il ne doit pas être confondu avec son homonyme Ljubomir Ivanov, né en 1956, diplomate, représentant permanent de la Bulgarie auprès de l'OTAN depuis 2004.

## Choix de publications
- (en) Ivanov, L. L. Algebraic Recursion Theory, Chichester, West Sussex, Ellis Horwood, New York, John Wiley & Sons, 1986, 256 p.,  (ISBN 978-0-13-026907-2),  (ISBN 978-0-7458-0102-5).
- (en) Ivanov, L. Winter Olympics. The Times (London, England), 15 October 1986. p. 17. Issue 62589.  (ISSN 0140-0460)
- (bg + en) Ivanov, L. L. Харта ’89 за опазване на българското природно наследство. Екогласност, София, 1989 (site consulté le 28 juin 2010).
- (bg) Ivanov, L. et M. Milouchev, България в ЕС: Решение на ВНС 1990 Sofia, 1990 (motion parlementaire demandant l'adhésion de la Bulgarie à l'UE, site consulté le 28 juin 2010; Traduction anglaise).
- (bg) Ivanov, L. L. Toponymic Guidelines for Antarctica Commission bulgare pour les toponymes antarctiques. Sofia, 1995 (site consulté le 28 juin 2010).
- (bg) Ivanov, L. L. Base antarctique Saint-Clément d'Ohrid, île Livingston, Carte topographique au 1:1000. Commission bulgare pour les toponymes antarctiques. Projet soutenu par le Club atlantique de Bulgarie et l'Institut antarctique bulgare. Sofia, 1996 (site consulté le 28 juin 2010).
- (en) Popov, S. et al. NATO's Global Mission in the 21st Century. 1998-99 NATO Manfred Wörner Fellowship. Sofia, Atlantic Club of Bulgaria, 2000. 123 p. (site consulté le 28 juin 2010).
- Ivanov, L. L. « Platek Spaces », in : Fundamenta Informaticae, 44 (2000), p. 145-181.
- Ivanov, L. L. « Boldface recursion on Platek Spaces », in : Fundamenta Informaticae, 44 (2000), p. 183-208.
- Ivanov, L. L. « On the Romanization of Bulgarian and English », in : Contrastive Linguistics, XXVIII, 2003, 2, p. 109-118,  (ISSN 0204-8701) ; Errata, id., XXIX, 2004, 1, p. 157 (site consulté le 28 juin 2010).
- Ivanov, L. L. Antarctica: Livingston Island and Greenwich Island, South Shetland Islands. Carte topographique à l'échelle 1:100000. Commission bulgare pour les toponymes antarctiques. Sofia, 2005. (site consulté le 28 juin 2010)
- (bg + en) Ivanov, L. L. « The role of immigration for the demographic and national development of Bulgaria in the 21st Century », in : Towards New Immigration Policies for Bulgaria. Sofia, Manfred Wörner Foundation, 2006, 54 p.,  (ISBN 978-954-92032-1-9).
- (en) Ivanov, L. et al., Bulgaria: Bezmer and adjacent regions — Guide for American military. Sofia, Multiprint Ltd., 2007. 40 p.,  (ISBN 978-954-90437-8-5).
- (en) Ivanov, L. et V. Yule, « Roman Phonetic Alphabet for English », in : Contrastive Linguistics, XXXII, 2007, 2. p. 50-64 (site consulté le 28 juin 2010).
- (bg + en + mk) Ivanov, L. et al., Bulgarian Policies on the Republic of Macedonia: Recommendations on the development of good neighbourly relations following Bulgaria’s accession to the EU and in the context of NATO and EU enlargement in the Western Balkans, Sofia, Manfred Wörner Foundation, 2008. 80 p.,  (ISBN 978-954-92032-2-6) (site consulté le 28 juin 2010).
- (en) Ivanov, L. L. « There Is Simply No Way of Joining Those Clubs Other Than by Accepting Their Rules », in: Changing Balkans: Macedonia on the Road to NATO and EU. 11th International Conference, 20-21 February 2009, Ohrid. Sofia: Balkan Political Club Foundation, 2009,  (ISBN 978-954-91623-7-0) (site consulté le 28 juin 2010).
- (en) Ivanov, L. L. Antarctica: Livingston Island and Greenwich, Robert, Snow and Smith Islands, carte topographique à l'échelle 1:120000. Troyan, Manfred Wörner Foundation, 2009,  (ISBN 978-954-92032-6-4).
- (en) Ivanov, L. L. Bulgaria in Antarctica. South Shetland Islands. Sofia, Manfred Wörner Foundation, 2009. 16 p., with a folded map.  (ISBN 978-954-92032-7-1).
- (en) Ivanov, L., D. Skordev and D. Dobrev. « The New National Standard for the Romanization of Bulgarian », in : Mathematica Balkanica, New Series vol. 24, 2010, Fasc. 1-2. p. 121-130,  (ISSN 0205-3217) (site consulté le 28 juin 2010).
- (en) Ivanov, L.L. Falklands and Crimea the new cold war. Penguin News Falkland Islands, Vol. 25 No. 46, 2 May 2014. p. 7.
- (bg) Ivanov, L. and N. Ivanova. Antarctic: Nature, History, Utilization, Geographic Names and Bulgarian Participation. Sofia: Manfred Wörner Foundation, 2014. 368 pp.  (ISBN 978-619-90008-1-6) (Second revised and updated edition, 2014. 411 pp.  (ISBN 978-619-90008-2-3))
- (en) Ivanov, L. General Geography and History of Livingston Island. In: Bulgarian Antarctic Research: A Synthesis. Eds. C. Pimpirev and N. Chipev. Sofia: St. Kliment Ohridski University Press, 2015. pp. 17–28.  (ISBN 978-954-07-3939-7)
- (en) Ivanov, L. Antarctica: Livingston Island and Smith Island. Scale 1:100000 topographic map. Manfred Wörner Foundation, 2017.  (ISBN 978-619-90008-3-0)
- (en) Ivanov, L. Streamlined Romanization of Russian Cyrillic. Contrastive Linguistics. XLII (2017) No. 2. pp. 66–73.  (ISSN 0204-8701)
- (bg + en) Ivanov, L. Demographic priorities and goals of the Government Program 2017–2021. Presentation at the round table Demographic Policies and Labour Mobility organized by the Ministry of Labour and Social Policy, and the State Agency for the Bulgarians Abroad. Sofia, 19 September 2017. 4 pp.
- (bg + en) Ivanov, L. Measures to solve demographic problems. Business Club Magazine. Issue 11, 2017. pp. 18–20.  (ISSN 2367-623X)
- (bg) Ivanov, L. Bulgarian Names in Antarctica. Sofia: Manfred Wörner Foundation, 2019. 525 pp.  (ISBN 978-619-90008-4-7) (Second revised and updated edition, 2021. 539 pp.  (ISBN 978-619-90008-5-4))
- (en) Ivanov, L.L. Kissinger’s Plan for Ukraine Revised.  In: Russia-Ukraine War: Consequences for the World. Ed. V.V. Marenichenko. Proceedings of the International Scientific and Practical Internet Conference, Dnipro, Ukraine, 28-29 April 2022. pp. 34–36.  (ISBN 978-617-95229-3-2) (illustré) (version bulgare)
- (en) Ivanov, L. and N. Ivanova. The World of Antarctica. Generis Publishing, 2022. 241 pp.  (ISBN 979-8-88676-403-1)
- (en) Kamburov A. and L. Ivanov. Bowles Ridge and Central Tangra Mountains: Livingston Island, Antarctica. Scale 1:25000 map. Sofia: Manfred Wörner Foundation, 2023.  (ISBN 978-619-90008-6-1)
- (bg) Ivanov, L. Antarctic place names. LIK Magazine, June 2023. pp. 89–96 (in Bulgarian)  (ISSN 0324-0444)